# Kastl, Altötting
Kastl är en kommun och ort i Landkreis Altötting i Regierungsbezirk Oberbayern i förbundslandet Bayern i Tyskland.
Kommunen ingår i kommunalförbundet Unterneukirchen tillsammans med kommunen Unterneukirchen.